# Vlag van Het Hogeland
De vlag van Het Hogeland is vastgesteld als officiële vlag van de op 1 januari 2019 opgerichte Groningse gemeente Het Hogeland. Deze logovlag toont het gemeentelogo, dat op 1 maart 2018 werd onthuld. Logovlaggen worden niet opgenomen in het vlaggenregister van de Hoge Raad van Adel omdat ze zich niet aan de regels van de vlaggenleer houden.

## Verwante afbeelding

Wapen van Het Hogeland

Eemsdelta ·
Groningen ·
Het Hogeland ·
Midden-Groningen ·
Oldambt ·
Pekela ·
Stadskanaal ·
Veendam ·
Westerkwartier ·
Westerwolde